# Mohamed Bacar
Mohamed Bacar (* 5. Mai 1962 in Barakani, Anjouan) ist ein komorischer Politiker und ehemaliger Präsident der Insel Anjouan in der Union der Komoren.

## Leben
Bacar ist ein ehemaliger Oberst der Streitkräfte von Anjouan. Im Jahre 2001 putschte er sich an die Macht und erklärte sich zum Präsidenten. Nachdem Anjouan im Jahre 2002 wieder der Union der Komoren beitrat, wurde Bacar in einer Wahl als Präsident bestätigt. Nach seinem Amtszeitende im April 2007 setzte das Verfassungsgericht der Komoren für die Übergangszeit bis zu den Neuwahlen am 10. Juni 2007 einen kommissarischen Präsidenten ein. Gefolgsleute Bacars drängten diesen aber aus dem Amt, so dass die Zentralregierung der Komoren die Wahl aufgrund mangelhafter Bedingungen um eine Woche verschob. Bacar ließ jedoch am ursprünglichen Wahltag wählen und erreichte 90 % der abgegebenen Stimmen. Die komorischen Bundesregierung erkannte seine Wiederwahl nicht an, so dass er mithin ohne Legitimation regierte.
Seine selbsternannte Präsidentschaft endete am 25. März 2008. An diesem Tag eroberten die Truppen der komorischen Armee mit Unterstützung von Einheiten der Afrikanischen Union die Insel. Bacar wurde zuvor vom französischen Militär ausgeflogen und bat um politisches Asyl. Er hält sich zurzeit in Réunion auf und ist wegen illegaler Einreise angeklagt. Die Regierung der Komoren verlangt seine Ausweisung.
Mit Verordnung (EG) Nr. 243/2008 vom 17. März 2008 hat die europäische Kommission restriktive Maßnahmen gegen die Angehörigen der ehemaligen Regierung Bacar eingeführt. Unter anderem wurden sämtliche Gelder und wirtschaftlichen Ressourcen von Mohamed Bacar, Jaffar Salim, Mohamed Abdou Madi, Ali Mchindra, Houmadi Souf, Rehema Boinali, Dhoihirou Halidi und Abdou Bacar eingefroren. Dazu zählen auch Gelder der und Zahlungen an von diesen Personen kontrollierten Einrichtungen, Unternehmen sowie sonstiger juristischer Personen. Sämtliche Zahlungen oder die Bereitstellung wirtschaftlicher Ressourcen sind genehmigungspflichtig. Verstöße gegen diese Verordnung sind in der Bundesrepublik Deutschland gemäß § 34 Abs. 4 Nr. 2 Außenwirtschaftsgesetz strafbewehrt.